# کوسه کور
کوسه کور (نام علمی: Brachaelurus waddi) نام یک گونه از سرده کوسه‌های کوتاه‌دم است.